# 流沙河 (大渡河支流)
流沙河，是中国长江流域的一条河流，由北向南经过汉源县汇入大渡河中游（瀑布沟水电站库区），属于大渡河水系。河长65千米，流域面积1170平方千米，年均流量22立方米每秒。自然落差1250公尺。水能理论蕴藏量9万千瓦。